# 程继东
程继东，中华人民共和国政治人物、全国脱贫攻坚先进个人。

## 生平
程继东任信阳市昌东商贸有限公司总经理。因在脱贫攻坚战中作出突出贡献，2021年2月25日全国脱贫攻坚总结表彰大会上，程继东被授予“全国脱贫攻坚先进个人”。